# Bröderna Lagerström
Bröderna Lagerström var ett tryckeri, etablerat 1903 i Stockholm. Företaget drev även viss förlagsverksamhet.
Hugo Lagerström (1873–1956) hade studerat hantverket utomlands och var 1899–1903 faktor vid Iduns hovboktryckeri. Tillsammans med sin bror Carl (1869–1925) grundade han 1903 tryckeriföretaget, som 1906 ombildades till aktiebolag med Hugo Lagerström som VD.
De båda bröderna hade höga kvalitetsambitioner. Redan 1900 hade de grundat tidskriften Nordisk boktryckarekonst som utgavs 1900-1961 (ISSN 0284-3838). 1919 grundades Bröderna Lagerströms litografiska anstalt.
Hugo Lagerström tog även initiativet till Yrkesskolan för bokhantverk och ledde den 1907-1911. Han har skrivit Svensk bokstavsform (1918) och Svensk bokkonst (1920). 
När Teknisk Tidskrift 1922 avvecklade sin fackavdelning för arkitektur och missnöjda arkitekter grundade tidskriften Byggmästaren skedde det på Bröderna Lagerströms förlag.
Hugo Lagerströms söner Arthur (född 1899) och Sten Lagerström (1904-1985) gick också in i firman och bildade på så vis andra generationens brödrapar. Arthur Lagerström anställdes 1920 i firman där han blev disponent 1924 och var verkställande direktör 1944-1960. Sten Lagerström var 1930-1960 disponent i tryckerifirman och i den litografiska anstalten. Han övertog redaktörskapet för Nordisk boktryckarekonst.
1961 övertogs tryckeriet av Harry Lindquist.